# Graaf (Lopik)
Graaf is een buurtschap behorende tot de gemeente Lopik in de provincie Utrecht. Het ligt tussen Lopik en Lopikerkapel.
Dorpen: Benschop · Cabauw · Jaarsveld · Lopik · Lopikerkapel · Polsbroek · Uitweg · Willige Langerak

Buurtschappen: Graaf · Polsbroekerdam · Zevender

Utrecht · Plaatsen in de provincie      Nederland · Provincies · Gemeenten